# Semiothisa pervolata
Semiothisa pervolata là một loài bướm đêm trong họ Geometridae.